# قطعنامه ۹۶۵ شورای امنیت
قطعنامه ۹۶۵ شورای امنیت سازمان ملل متحد که در تاریخ ۳۰ نوامبر ۱۹۹۴ تصویب شد، سندی بین‌المللی دربارهٔ رواندا است. این قطعنامه طی نشست ۳۴۷۳ام با ۱۵ رای موافق، ۰ مخالف و ۰ ممتنع تصویب شد.